# CBU-55
Die CBU-55 ist eine US-amerikanische Streubombe, die drei Aerosol-Kleinbomben enthält.

## Beschreibung
Die CBU-55 wurde ab 1970 von Honeywell in Zusammenarbeit mit der Naval Weapons Center China Lake entwickelt. Anfang 1975 wurden die ersten Exemplare an die US-Streitkräfte ausgeliefert. Die CBU-55-Streubombe kann von Flugzeugen und Hubschraubern abgeworfen werden. Die Bombe eignet sich zur Bekämpfung von Fahrzeugen, Material, Gebäuden und Feldbefestigungen. Ebenso kann die CBU-55 zum Räumen von großen Minenfeldern eingesetzt werden. Nach dem Zweiten Golfkrieg 1991 wurden die verbliebenen Bomben ausgesondert und ab 1996 demilitarisiert.

## Funktion
Die CBU-55 ist mit drei BLU-73-Aerosol-Kleinbomben beladen. Die Kleinbombe hat einen zylinderförmigen Körper. Dieser ist 69,6 cm lang, hat einen Durchmesser von 34,5 cm und wiegt 59 kg. Die Kleinbombe enthält als Aerosolstoff (Wirkladung) 33 kg Ethylenoxid.
Nach dem Abwurf vom Flugzeug oder Hubschrauber sprengt der FMU-83-Zünder nach einer voreingestellten Zeit die Bombenbeplankung ab und die drei BLU-73-Kleinbomben werden aus dem Bombenkörper ausgestoßen. Ihr Fall wird durch einen Fallschirm stabilisiert und verlangsamt. Rund 9 m über Grund wird durch einen Näherungszünder die Zerlegeladung aktiviert. Diese erzeugt aus dem Ethylenoxid eine Aerosolwolke mit einem Durchmesser von rund 15 m sowie einer Höhe von 3 bis 5 m. Zeitgleich wird an der Kleinbombe der 1,22 m lange stabförmige FMU-95-Abstandzünder ausgefahren. Sobald dieser Bodenkontakt bekommt, wird die Aerosolwolke zur Detonation gebracht. Bei dieser entsteht ein Feuerball mit einer Temperatur von über 2.600 Grad Celsius und einem Überdruck von 18 bis 20 bar. Die Anfangsgeschwindigkeit der Druckwelle beträgt rund 1.800 m/s. Falls die Aerosolwolke nicht detoniert, wird das Zielgebiet durch das giftige Ethylenoxid kontaminiert.

## Varianten
- CBU-55 mit Streubehälter SUU-49/B für den Einsatz ab langsam fliegenden Flugzeugen und Hubschrauber
- CBU-72 mit Streubehälter SUU-49A/B für den Einsatz ab schnell fliegenden Flugzeugen

## Einsatz
Die CBU-55 und CBU-72 kamen während des Vietnamkrieges, der US-Invasion in Grenada sowie im Zweiten Golfkrieg 1991 im Irak zum Einsatz. Während dieses Konfliktes wurden von Flugzeugen der United States Navy 254 CBU-72 abgeworfen. Die israelischen Luftstreitkräfte setzten die CBU-72 während des Libanonkrieges 1982 ein.